# Верхне-Мосоловский сельсовет
Верхне-Мосоловский сельсове́т — сельское поселение в Усманском районе Липецкой области. 
Административный центр — село Верхняя Мосоловка.

## История
В соответствии с законами Липецкой области №114-оз от 02.07.2004 и №126-оз от 23.09.2004 сельсовет наделён статусом сельского поселения, установлены границы муниципального образования.

## Население
| 2010 | 2012 | 2013 | 2014 | 2015 | 2016 | 2017 |
| ---- | ---- | ---- | ---- | ---- | ---- | ---- |
| 527  | ↘512 | ↘479 | ↘442 | ↘435 | ↗438 | ↘418 |
| 2018 | 2021 |      |      |      |      |      |
| ↗425 | ↗476 |      |      |      |      |      |

## Состав сельского поселения
| № | Населённый пункт  | Тип населённого пункта       | Население |
| - | ----------------- | ---------------------------- | --------- |
| 1 | Верхняя Мосоловка | село, административный центр | →438      |
| 2 | Нижняя Мосоловка  | село                         | →89       |